# Jamb
| Dvojslabičné | Dvojslabičné                |
| ------------ | --------------------------- |
| ◡ –          | jamb                        |
| – ◡          | trochej                     |
| –            | spondej                     |
| Trojslabičné |                             |
| ◡            | tribrachys                  |
| – ◡          | daktyl                      |
| ◡ – ◡        | amfibrach                   |
| ◡ –          | anapest                     |
| Kombinované  |                             |
| – ◡ – ◡      | daktylotrochej              |
| Legenda      |                             |
| –            | dlouhá, přízvučná slabika   |
| ◡            | krátká, nepřízvučná slabika |

Jamb je dvouslabičná básnická stopa, sestávající z první slabiky krátké a druhé dlouhé, případně první nepřízvučné a druhé přízvučné (zápis: U—). Jamb není pro češtinu přirozený, nicméně je ho možné dosáhnout posunutím trochejského metra o jednu slabiku, čehož se dosahuje zpravidla použitím daktylu jako počáteční stopy jinak trochejského verše. Jambická poezie je přirozená pro řečtinu, především pak pro iónštinu, tj. dialekt starořečtiny. Za zakladatele tohoto druhu poezie bývá považován Archilochos.
Jambického verše je užito např. v Máchově Máji:
Byl pozdní večer – první máj –
večerní máj – byl lásky čas.
Hrdliččin zval ku lásce hlas,
kde borový zaváněl háj.
O lásce šeptal tichý mech;
květoucí strom lhal lásky žel,
svou lásku slavík růži pěl,
růžinu jevil vonný vzdech.
Druhy jambického verše jsou např. alexandrín, rýmovaný 12slabičný verš s přerývkou po 6. slabice, střídající se s 13slabičným veršem, a blankvers, 5stopý nerýmovaný jambický verš.
Jambický rytmus je typický pro angličtinu a ruštinu. 
The fair breeze blew, the white foam flew,
The furrow followed free;
We were the first that ever burst
Into that silent sea.
(Samuel Taylor Coleridge, The Rime of the Ancient Mariner)
Я помню чудное мгновенье:
Передо мной явилась ты,
Как мимолетное виденье,
Как гений чистой красоты.
(Alexandr Sergejevič Puškin, К ***)